# Boquerón
Boquerón – jeden z departamentów Paragwaju, położony w zachodniej części kraju. Od zachodu graniczy z Boliwią (departamenty Santa Cruz, Chuquisaca i Tarija), a od południa z Argentyną (prowincje Salta i Formosa. Stolicą jest Filadelfia. Departament ten sąsiaduje z 2 departamentami: Alto Paraguay i Presidente Hayes.
W 2002 roku departament zamieszkiwało 45 617 mieszkańców natomiast w 2021 ponad 68 tysięcy mieszkańców. Mediana wieku wynosi 27 lat a średnia długość życia wynosi 77 lat dla kobiet i 71 dla mężczyzn.
W Boquerón zamieszkała spora liczba niemieckojęzycznych mennonitów. Założyli oni kolonie Fernheim, Menno i Neuland oraz miasta Loma Plata i Filadelfia. Stanowią one najstarsze osiedla mennonickie w Paragwaju. Pozostałe ważniejsze miasta regionu to: Mariscal Estigarribia, General Eugenio A. Garay i Doctor Pedro P. Peña.
Pomimo że Region Zachodni zamieszkuje tylko 2% Paragwajczyków, produkują 65% mleka i mięsa wołowego w skali kraju. Producentami są w większości mennonici.
W 1992 roku Boquerón połączył się z departamentem Neuva Asunción. Efektywnie odbudowywany po II wojnie światowej. Z tego powodu stolicę przeniesiono z Doctor Pedro P. Peña do Filadelfii.
Dzieli się na 3 dystrykty:
1. Mariscal José Félix Estigarribia
2. Filadelfia
3. Loma Plata